# Christoffer Buchhave
Christoffer Buchhave (født 19. februar 1988) er en dansk tidligere håndboldmålmand, der spillede for GOG Svendborg TGI. I GOG var han målmandskollega med Niklas Landin.
I 2009 skiftede han til lokalrivalerne Faaborg HK, hvor han erstattede Bent Møller, der til gengæld tog den anden vej. En sæson senere vendte han tilbage til GOG.
Christoffer Buchhave er bosat i Svendborg og har tidligere gået på Idrætsefterskolen i Oure i 2004-05. I dag er han embedsmand i Udlændinge- og Integrationsministeriet.

## Eksterne links
- EHF Profil